# Euxinita
Euxinita es un género de foraminífero bentónico de la subfamilia Endostaffellinae, de la familia Endothyridae, de la superfamilia Endothyroidea, del suborden Fusulinina y del orden Fusulinida. Su especie tipo es Dainella? efremovi. Su rango cronoestratigráfico abarca desde el Viseense superior hasta el Namuriense (Carbonífero inferior).

## Discusión
Clasificaciones más recientes incluyen Euxinita en el suborden Endothyrina, del orden Endothyrida, de la subclase Fusulinana de la clase Fusulinata.

## Clasificación
Euxinita incluye a las siguientes especies:
- Euxinita efremovi †
- Euxinita pendleiensis †
- Euxinita pseudochomatica †
  - Euxinita pseudochomatica preddobrudjica †
- Euxinita tauridiana †